# デシルグルコシド
デシルグルコシド(Decyl glucoside)は、ベビーシャンプーや敏感肌用の製品等に含まれるマイルドな非イオン性の界面活性剤である。植物由来で生分解性があり、全ての髪質に優しいため、多くの中性スキンケア用品に用いられている。

## 合成
デシルグルコシドは、コーンスターチ由来のグルコースとココナッツ由来の脂肪族アルコールであるデカノールを反応させて生成する。